# 奥拉夫·路德维希
奥拉夫·路德维希（德語：Olaf Ludwig，1960年4月13日—），德国男子自行车运动员。他曾代表东德、德国参加1980年、1988年和1996年夏季奥林匹克运动会自行车比赛，获得一枚金牌和一枚银牌。